# Игор Миладинович
Игор Миладинович (на сръбски: Игор Миладиновић) е сръбски шахматист, гросмайстор от 1993 година. През януари 2008 г. има ЕЛО рейтинг 2604, който го поставя на трето място по сила в Сърбия.

## Шахматна кариера
През 1993 година става световен шампион за юноши до 20 години на първенството в Каликут, Индия. В периода 1995 – 2005 г. се състезава от името на Гърция. През 1997 година участва на световното първенство по шахмат, където в първия кръг побеждава датчанина Курт Хансен, но отпада във втория кръг от холандеца Люк ван Вели. През 1998 година поделя първото място на турнира „Sigeman & Co“ в гр. Малмьо, с французина Жоел Лотие. Двамата шахматисти завършват турнира с резултат 6/9 точки.

## Участия на шахматни олимпиади
Участва на пет шахматни олимпиади, в четири от които с отбора на Гърция. Изиграва общо 53 партии, спечелвайки 20 от тях и завършвайки реми в още 20. Средната му успеваемост е 56,6 процента. При дебюта си шахматна олимпиада през 1994 година, завоюва бронзов индивидуален медал на дъска.
| Година | Организатор | Отбор     | Класиране (отборно) | Дъска    |
| 1994   | Москва      | Югославия | 15                  | Четвърта |
| 1996   | Ереван      | Гърция    | 24                  | Трета    |
| 1998   | Елиста      | Гърция    | 36                  | Първа    |
| 2000   | Истанбул    | Гърция    | 20                  | Втора    |
| 2002   | Блед        | Гърция    | 25                  | Четвърта |